# Cephalodella megalocephala
Cephalodella megalocephala är en hjuldjursart som först beskrevs av Glascott 1893.  Cephalodella megalocephala ingår i släktet Cephalodella och familjen Notommatidae. Arten är reproducerande i Sverige. Inga underarter finns listade i Catalogue of Life.